# Sophisticated Lady

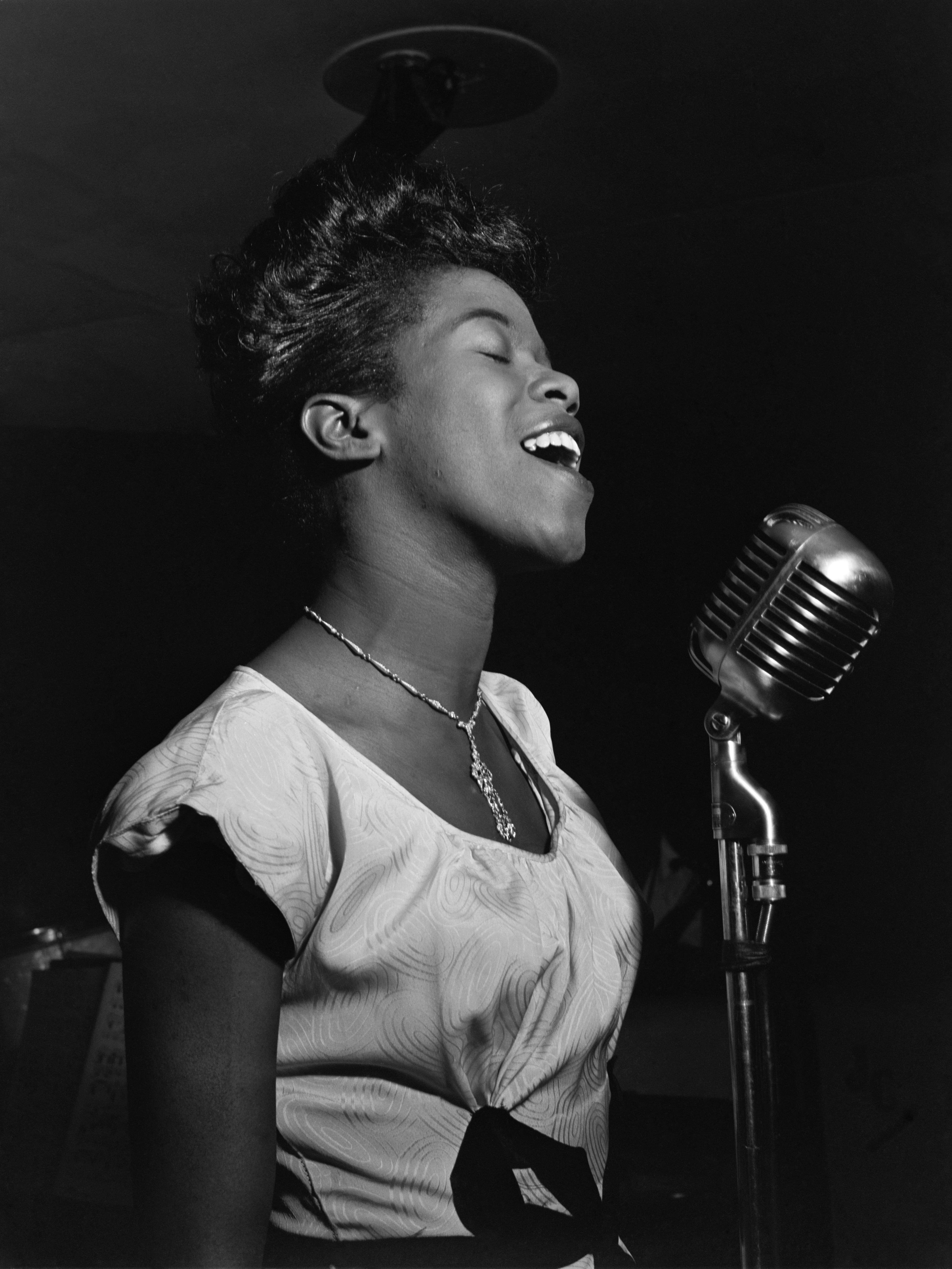
Sarah Vaughan, una delle più famose interpreti di Sophisticated Lady. New York, Cafè Society, 1946. Foto William P. Gottlieb

Sophisticated Lady è uno standard jazz, composto  nel 1932 da Duke Ellington. Il testo fu aggiunto in seguito da Irving Mills e Mitchell Parish. Ellington, ebbe a dichiarare che il testo era "meraviglioso — ma non del tutto aderente alla mia idea originale." Si tratta di uno dei brani più famosi ed eseguiti di Ellington.
L'idea originale derivò ad Ellington da tre delle sue insegnanti elementari: "D'inverno insegnavano e d'estate andavano in giro per l'Europa. Per me quello era il vertice della sofisticazione".
Le liriche parlano invece di una donna che vive una vita mondana lussuosa ed elegante, ma che è segretamente infelice.
Registrata nel 1933 con assoli di Toby Hardwick (sax contralto), Barney Bigard (clarinetto), Lawrence Brown  (trombone), e lo stesso Ellington (pianoforte), la canzone entrò in classifica il 25 maggio e vi rimase 16 settimane, arrivando alla terza posizione. Il lato B del disco, che conteneva Stormy Weather (Ted Koehler e Harold Arlen) raggiunse la quarta posizione.
Hardwick e Brown dichiararono in seguito di avere contribuito alla composizione della melodia, una rivendicazione che molti biografi hanno giudicato credibile. Nessuno dei due fu mai accreditato come coautore e di conseguenza nessuno dei due ricevette royalties.
Il brano, che utilizza le due tonalità di La bemolle maggiore e Sol maggiore rispettivamente nelle sezioni A e B, è di esecuzione molto difficile tanto per i cantanti quanto per i solisti.
Nel 1944, il regista Otto Preminger avrebbe voluto "Sophisticated Lady come tema conduttore del suo film Laura (in italiano: Vertigine), ma il direttore musicale, Raksin,  pensava che non fosse adatta e scrisse un tema alternativo, che sarebbe anch'esso diventato un successo e un famosissimo standard.
Nel 1956 Rosemary Clooney registra la sua versione con lo stesso Ellington nell'album Blue Rose e nel 1976 la versione di Natalie Cole arriva in quarta posizione in Nuova Zelanda.